# 伊坂重孝
伊坂 重孝（いさか しげたか、1923年（大正12年）4月14日 - 2016年（平成28年）7月22日）は、元学校経営者、元企業経営者。

## 来歴
- 北海道に生まれる。
- 1947年慶應義塾大学経済学部卒業
- 1959年に北海道炭礦汽船から札幌テレビ放送（STV）に移籍
- 1968年札幌テレビ放送 取締役総務局長として、STV創立10周年記念誌の編纂に携わる
- 1978年札幌テレビ放送 専務取締役兼社史編纂室長として、札幌テレビ放送20年史の編纂に携わる
- 1988年から1999年まで札幌テレビ放送（STV）代表取締役社長
- 1996年5月 - 2008年5月学校法人札幌学院大学理事長

この他、北海道教育委員や、社団法人日本民間放送連盟副会長、北海道文化財保護協会副会長、財団法人アイヌ無形文化伝承保存会理事なども務めた。1949年に道展に初入選以来、生涯にわたって絵画を趣味とした。

## 家系
親族に札幌メディアパーク・スピカのデザインを担当した伊坂重春や、学校法人札幌学院大学専務理事を務めた伊坂員維がいる。

## 著書
- 『クラス名簿がとどいて』（三月書房、1992年）